# Freia (チョコレート)
Freia (フレイア) は、ノルウェーのチョコレート菓子製造会社。Freia MelkesjokoladeやKvikk Lunsjのほか、様々なキャンディやデザート製品を製造している。

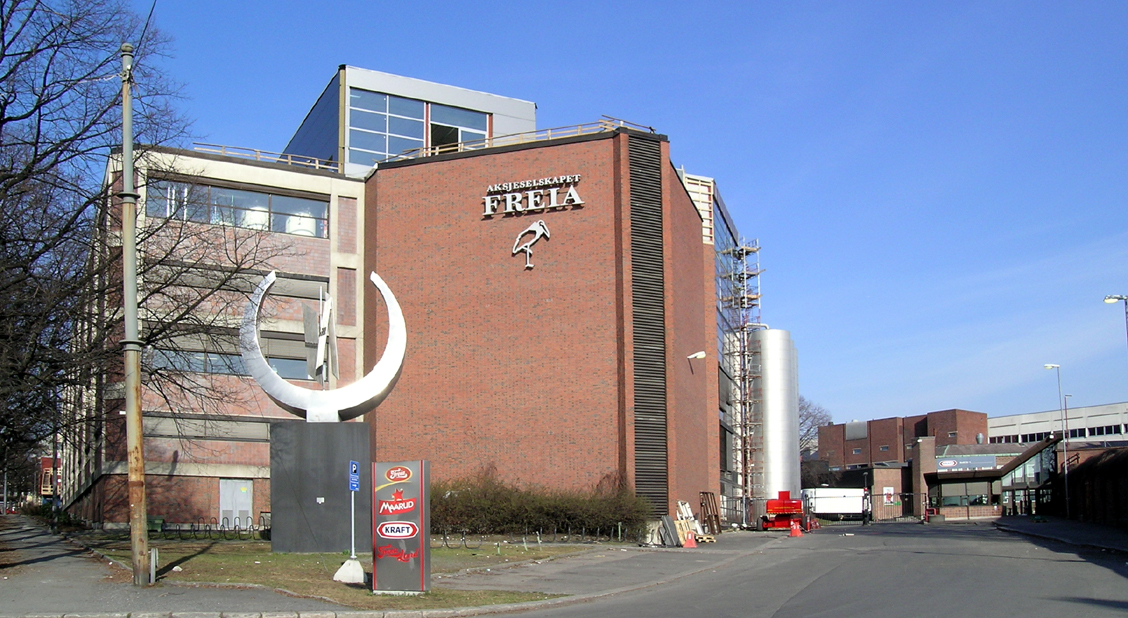
GrünerløkkaのRodeløkkaにあるFreia工場

## 歴史
同社は1889年に設立され 、ヨハン・スローン・ホルスト（1868–1946）が経営を引き継いだ1892年から成功を収めている。ホルストは、当時フレイアが生産していたダークチョコレートや他の製品に加えて、ミルクチョコレートの市場に注目した。ホルストは、ノルウェーを代表するチョコレートメーカーを目指し、Freiaを設立。工場は設立以来、オスロのグリューネルロッカ地区にあるロデロッカにある。
ノルウェーで成功を収めた後、1916年にスローンホルスト家はスウェーデンのストックホルム郊外のスンドビュベリにチョコレート工場Marabouを設立した。その後1943年には、現在のウプランズヴェスビーに移転した。スウェーデンでは同名の商標が登録されていたため、Freia（またはFreja）という名前の代わりに、アフリカハゲコウを意味するMarabouという名前を使用した。 

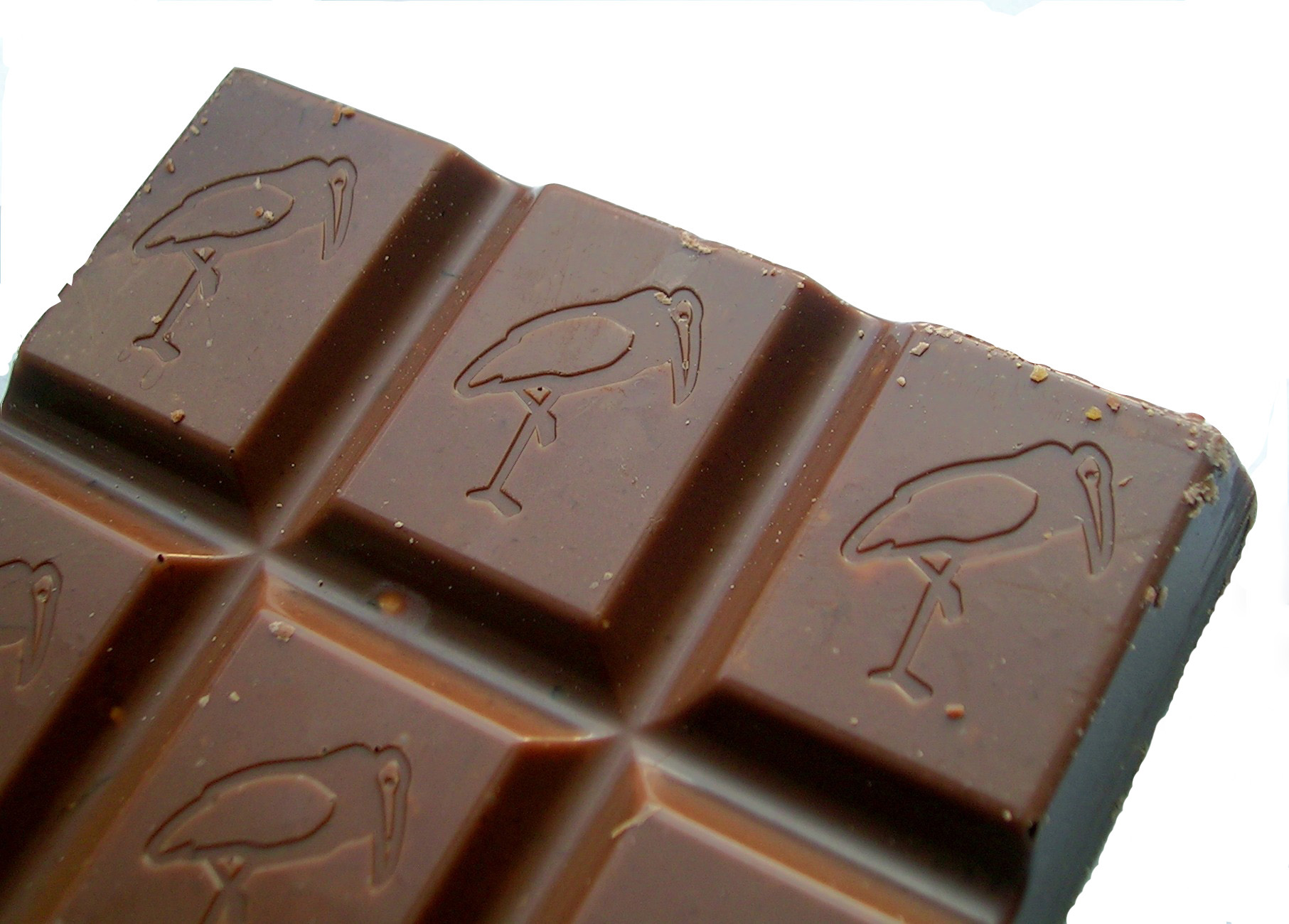
アフリカハゲコウのマーク入りチョコレート

## その後
同社製品ではミルクチョコレート、Freia Melkesjokoladeが最も有名である。さらにこのミルクチョコレートにナッツ、レーズン、クッキーを加えたタイプのキャンディーバーも製造している。同社のスローガンは「Et lite stykke Norge （ノルウェーの小さなかけら）」である。  
Freia社は、1993年にKraft Foods Nordic（現モンデリーズ・インターナショナル）によって30億クローネで買収された。